# UA号潜艇 (1939年)
UA号潜艇是纳粹海军在二战中俘获的14艘外国潜艇之一。

## 型号
该艇是土耳其建造的四艘Ay级潜艇中的一艘，在土耳其编为Batiray号，但并未实际交付土耳其海军使用便被德国扣押并于1939年入役。该型号的剩余三艘分别为Saldiray号、 Atılay号和Yıldıray号。其中，前两者均在1939年6月交付土耳其海军，而Yıldıray号的建造则在土耳其的造船厂缓慢进行。

## 服役生涯
UA号在1939年9月20日由德国海军投入使用并由上尉Hans Cohausz指挥。该艇在设计之初被用于布置水雷，但德国海军将其作为IX级（远洋攻击潜艇）潜艇使用。1941年3月8日，UA艇受到了来自皇家海军驱逐舰HMS Wolverine的攻击但并未沉没。在服役期间，她共击沉了八艘盟军舰艇，包括一艘13,950注册总吨的英国武装商船巡洋舰RMS Andania号。二战中，纳粹德国14艘外国潜艇总共击沉了10艘船只，而UA号仅一艘潜艇便击沉了其中的8艘。自1942年7月起，UA艇便仅被用于训练任务，不再进行作战巡逻。1945年5月3日，随着战争接近尾声，UA艇在德国基尔被凿沉。

## 袭击摘要
| 日期          | 船名          | 船籍         | 吨位（注册总吨） | 战果 |
| ------------- | ------------- | ------------ | ---------------- | ---- |
| 1940年6月16日 | RMS Andania号 | 英國皇家海軍 | 13,950           | 击沉 |
| 1940年6月26日 | Crux号        | 挪威         | 3,828            | 击沉 |
| 1940年7月14日 | Sarita号      | 挪威         | 5,824            | 击沉 |
| 1940年8月3日  | Rad号         | 南斯拉夫王國 | 4,201            | 击沉 |
| 1940年8月15日 | Aspasia号     | 希腊         | 4,211            | 击沉 |
| 1940年8月19日 | Kelet号       | 匈牙利王國   | 4,295            | 击沉 |
| 1940年8月20日 | Tuira号       | 巴拿马       | 4,397            | 击沉 |
| 1941年3月8日  | Dunaff Head号 | 英国         | 5,258            | 击沉 |

## 拓展阅读
- Oruç Reis级（英语：Oruç_Reis-class_submarine）潜艇